# Пламен Николов (политик, р. 1977)
Вижте пояснителната страница за други значения на Пламен Николов.
Пламен Николаев Николов е български политик и бизнесмен.

## Биография
Роден е на 29 юли 1977 г. в Горна Оряховица. Завършва хуманитарна гимназия „Йоан Екзарх Български“ в Шумен с профил „История и археология“ и магистратура по „Философия на науката“ в Софийския университет „Свети Климент Охридски“.
През 2002 г. печели стипендия „Ернст Мах“ на Австрийското министерство за образование, наука и култура и заминава да специализира в Института по философия и групова динамика на Университета в Клагенфурт, Австрия. След като завършва специализацията и предава научния си проект, Пламен Николов е поканен от научния си ръководител за втора специализация през 2005 г. отново в Университета на Клагенфурт, но този път не заминава за Каринтия, защото замразява научната си кариера и започва да се занимава с бизнес.
Алма матер на Каринтия, Клагенфурт Австрия отрича това при въпрос зададен от основания през 1904 г. Kleine Zeitung Klagenfurt, поради погрешно зададен въпрос . Въпросът, зададен от вестника, е дали Пламен Николов е абсолвент на Университета в Клагенфурт, което той никога не е твърдял. Пламен Николов е специализант, подготвящ докторската си теза в Университета на Клагенфурт като информация за това може да бъде получена в Службата за академичен обмен на австрийското министерство за образование, наука и изследвания, която подготвя документите на гост-изследователите, пристигащи да специализират в Р. Австрия.
Защитава дисертация пред Специализирания научен съвет по философия на Висшата атестационна комисия и получава образователната и научна степен „доктор“ по научна специалност „Философия на културата, политиката, правото и икономиката“ с тема на дисертационния труд: „Философско-антропологична рефлексия върху времето“ през 2004 г.
Автор е на редица статии и преводи с философска тематика.
През 2022 г. издава философска монография: „Етероид - опит върху лишената от телесност човешка природа“.
През 2015 г. прави английски превод на стихове на съпругата си („Думи в сребърна кутия“, двуезично издание)., а през 2021 г. е научен редактор на дебютния ѝ роман „Оцеляване“.
В периода 2004 – 2006 г. работи като директор продажби в Булмоторс ООД (НДР: 1227060995, Булстат: 121535217), дилър на „Тойота“. В търговския регистър към дата 10.08.2021 г. такава фирма не фигурира, защото е закрита преди той да започне да съществува.
През 2009 – 2010 е търговски директор в „АГРИПАН БЪЛГАРИЯ“ ЕООД, дилър на „Дайхацу“), а после през 2013 г. оглавява европейския офис на американската спортна компания „ФИНИС ЮРЪП“ ООД (FINIS Europe). В Търговския регистър на Република България, обаче, името му не фигурира сред управителите на дружеството с предмет на дейност „продажби на плувно оборудване, бански костюми и аксесоари; както и всякакви други търговски сделки, незабранени от закона“, защото е назначен по трудово правоотношение като Генерален директор на дружеството (Уведомление на НОИ по чл. 62, ал. 5 от КТ: Изх. No. 22388163264392) и е генерален пълномощник на управителя, който резидира в САЩ.
През 2018 г. участва в т.нар. „кастинг за политици“ на Шоуто на Слави Трифонов. От 2020 до 2022 г. е член на ПП „Има такъв народ“ и участва в Националния съвет и Арбитражно-контролната комисия на партията.
Народен представител в XLV народно събрание от ПГ „Има такъв народ“, избран от 25 МИР – София-град.
Народен представител в XLVI народно събрание от ПГ „Има такъв народ“, избран от 30 МИР – Шумен.
На 30 юли 2021 г., когато президентът Румен Радев връчва проучвателен мандат за съставяне на правителство на партията „Има такъв народ“, Пламен Николов го приема, с което става ясно, че той е номинираният за министър-председател от партията.
В интервю по Българската национална телевизия (в предаването „Панорама“) същия ден Пламен Николов заявява намерението си във външната политика да ревизира Преспанския договор (между Гърция и Северна Македония). По-късно уточнява, че е направил lapsus linguae и е имал предвид Скопския договор (между Р. България и РСМ) като в потвърждение на това изтъква, че по време на предаването е съобщил годината на подписване на договора (2017 г.), която е различна от тази на сключеното Преспанско споразумение (2018 г.)
Народен представител в XLVII народно събрание от ПГ „Има такъв народ“, избран от 30 МИР – Шумен, заместник-председател на парламентарната комисия по образование и наука, заместник-ръководител на парламентарната асамблея на Процеса за сътрудничество в Югоизточна Европа, председател на групата за приятелство с Китай.